# Kenny Anthony
Kenny Davis Anthony (Laborie, 8 de janeiro de 1951) foi primeiro-ministro de Santa Lúcia de 1997 a 2006 e de 2011 a 2016. Foi líder do Saint Lucia Labour Party (Partido Trabalhista de Santa Lúcia, SLP).